# Южная Центральная Аляска

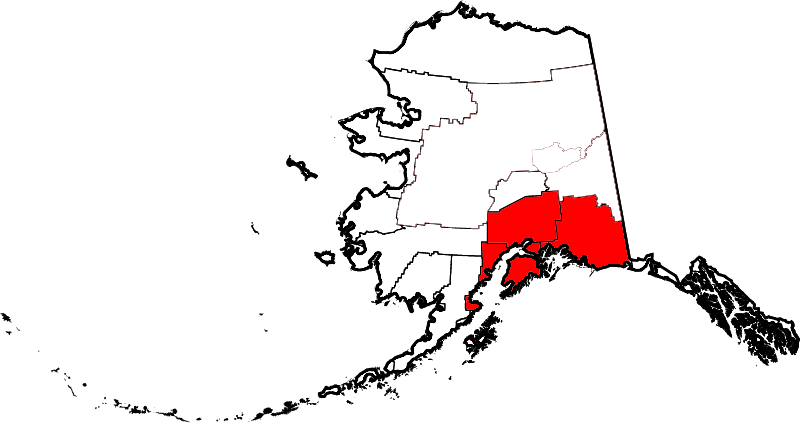
Карта Южно-Центральной Аляски

Южная Центральная Аляска или Южно-Центральная Аляска — часть штата Аляска, состоящая из береговой линии и нагорий 
центральной части Аляскинского залива. Большая часть населения данного штата проживает именно в этой части полуострова, концентрируясь вблизи крупнейшего города региона Анкориджа.
Район включает в себя залив Кука, полуостров Кенай, пролив Принца Вильгельма, реку Коппер, долину Матануска-Суситна и прилегающие к ним территории. Главными видами экономической деятельности являются туризм, рыбная ловля и нефтедобывающая промышленность. 
Главный город региона — Анкоридж. Остальные значимые города области — Палмер, Василла, Хомер, Сьюард, Валдиз, Кордова и Кенай.